# Verhnyekolimszki járás

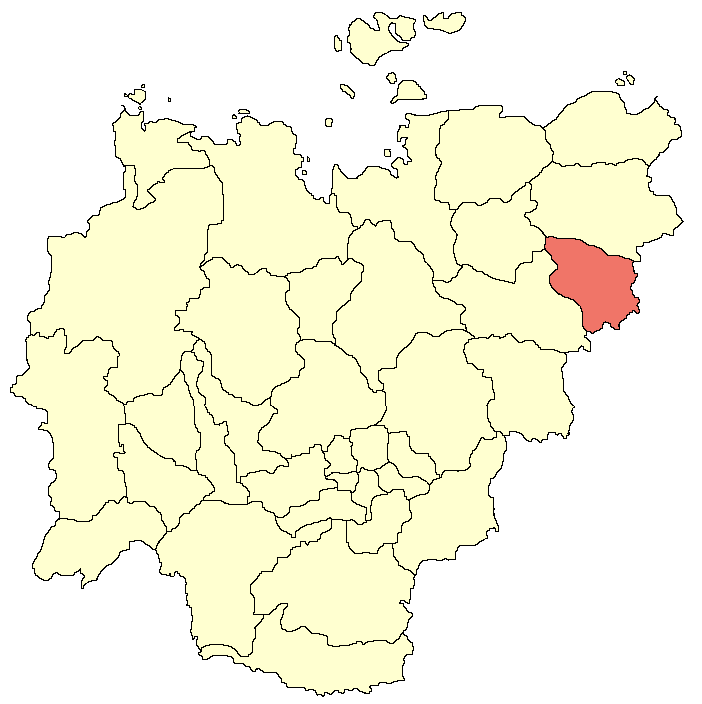
A Verhnyekolimszki járás Jakutföldön

A Verhnyekolimszki járás (oroszul Верхнеколымский улус, jakut nyelven Үөһээ Халыма улууhа) Oroszország egyik járása Jakutföldön. Székhelye Zirjanka.

## Népesség
- 1989-ben 10 072 lakosa volt, melynek 62,1%-a orosz, 18,3%-a jakut, 1,9%-a even, 0,1%-a evenk.
- 2002-ben 5653 lakosa volt, melyből 2999 orosz (53,05%), 1463 jakut (25,88%), 318 ukrán (5,63%), 304 jukagir (5,38%), 269 even (4,76%), a többi más nemzetiségű.
- 2010-ben 4723 lakosa volt, melyből 2345 orosz, 1350 jakut, 304 jukagir, 289 even, 177 ukrán stb.